# Тегама (Каліфорнія)
Тегама (англ. Tehama) — місто (англ. city) в США, в окрузі Техама штату Каліфорнія. Населення — 435 осіб (2020).

## Географія
Тегама розташована за координатами 40°1′18″ пн. ш. 122°7′37″ зх. д. / 40.02167° пн. ш. 122.12694° зх. д. (40.021776, -122.126901).  За даними Бюро перепису населення США в 2010 році місто мало площу 2,06 км², уся площа — суходіл.

## Демографія
Згідно з переписом 2010 року, у місті мешкало 418 осіб у 165 домогосподарствах у складі 118 родин. Густота населення становила 203 особи/км².  Було 195 помешкань (95/км²).
Расовий склад населення:
| - 82,8 % — білих - 5,5 % — корінних американців - 1,4 % — чорних або афроамериканців - 0,2 % — азіатів - 6,5 % — осіб інших рас |

До двох чи більше рас належало 3,6 %. Частка іспаномовних становила 13,6 % від усіх жителів.
За віковим діапазоном населення розподілялося таким чином: 23,0 % — особи молодші 18 років, 57,4 % — особи у віці 18—64 років, 19,6 % — особи у віці 65 років та старші. Медіана віку мешканця становила 44,1 року. На 100 осіб жіночої статі у місті припадало 101,0 чоловіків;  на 100 жінок у віці від 18 років та старших — 103,8 чоловіків також старших 18 років.
Середній дохід на одне домашнє господарство  становив 46 001 долар США (медіана — 36 250), а середній дохід на одну сім'ю — 47 392 долари (медіана — 37 500). За межею бідності перебувало 17,1 % осіб, у тому числі 21,7 % дітей у віці до 18 років та 4,8 % осіб у віці 65 років та старших.
Цивільне працевлаштоване населення становило 128 осіб. Основні галузі зайнятості: мистецтво, розваги та відпочинок — 14,8 %, роздрібна торгівля — 14,1 %, освіта, охорона здоров'я та соціальна допомога — 14,1 %.